# Nobuaki Kobayashi

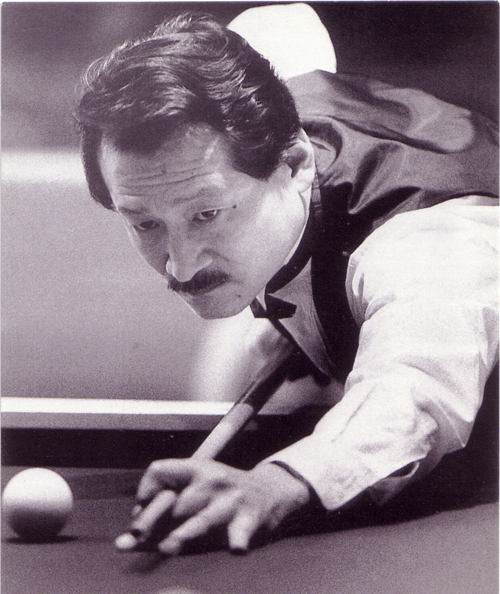

Nobuaki Kobayashi (小林 伸明, Kobayashi Nobuaki) (Wakayama, 26 maart 1942 – Tokio, 25 november 2019) was een Japans carambolebiljarter die gespecialiseerd was in het driebanden. Hij was de eerste Aziatische wereldkampioen driebanden.
Kobayashi won het wereldkampioenschap driebanden in 1974 en 1984. Hij eindigde tien keer op de tweede plaats (waarvan acht maal achter Raymond Ceulemans) en 4x op de derde plaats. 
Met zijn overwinning in 1974 onderbrak hij de heerschappij van Ceulemans die in de overige jaren vanaf 1963 t/m 1980 zeventien keer de titel behaalde. Kobayashi won ook in 1984 de wereldtitel door Ludo Dielis te verslaan.
Hij won in 1981, 1985 en 1992 samen met zijn landgenoot Junichi Komori het wereldkampioenschap driebanden voor landenteams. 
Hij werd negenmaal Japans kampioen. Zijn hoogste serie was veertien, bij het wereldkampioenschap in 1979. Zijn zoon Hideaki Kobayashi is eveneens een driebander op hoog niveau.